# Maxim Biller
Pour les articles homonymes, voir Biller (homonymie).
Maxim Biller, né le 25 août 1960  à Prague, est un journaliste et écrivain allemand. Il écrit des romans, nouvelles et livres pour enfants.

## Biographie
Né à Prague de parents russes, il a émigré en Allemagne de l'Ouest avec son père, sa mère Rada Biller et sa sœur Elena Lappin en 1970 alors qu'il avait dix ans. Après avoir fait ses études à Hambourg et Munich où il a étudié à la Deutsche Journalistenschule, il vit actuellement à Berlin.
Il a écrit pour Tempo, Der Spiegel et Die Zeit. Il écrit pour la version dominicale de la Frankfurter Allgemeine Zeitung. Depuis le 2 octobre 2015, il participe à l'émission de la ZDF Das Literarische Quartett.

## L'affaire "Esra"
En 2003 la publication à 4 000 exemplaires de textes à la première personne a suscité la réaction de protagonistes qui s'y sont reconnus. La poursuite de la publication a été interdite. L'affaire s'est conclue en 2008 devant la Cour fédérale.

## Œuvres
- Wenn ich einmal reich und tot bin, nouvelles, 1990

- traduit en français sous le titre Ah ! Si j'étais riche et mort par Nicole Stephan-Gabinel, Paris, Éditions Flammarion, 1992, 237 p.  (ISBN 2-08-066522-7)
- Die Tempojahre, essais et reportages, 1991
- Land der Väter und Verräter, nouvelles, 1994

- traduit en français sous le titre Au pays des pères et des traîtres par Martin Ziegler, Paris, Éditions Flammarion, 1998, 321 p.  (ISBN 2-08-067267-3)
- Harlem Holocaust, roman court, 1998
- Die Tochter, roman, 2000

- traduit en français sous le titre 24 heures dans la vie de Mordechaï Wind par Philippe Giraudon, Paris, Éditions Denoël, coll. « Denoël & d'ailleurs », 2001, 413 p.  (ISBN 2-207-25134-9)
- Kühltransport, drame, 2001
- Deutschbuch, essais et reportages, 2001
- Esra, roman, 2003
- Der perfekte Roman, livre de lecture, 2003
- Bernsteintage, récits, 2004
- Moralische Geschichten, nouvelles satiriques, 2005
- Adas größter Wunsch, livre pour enfants, 2005
- Menschen in falschen Zusammenhängen, comédie, 2006
- Liebe heute, nouvelles, 2007

- traduit en français sous le titre L’Amour aujourd’hui par Olivier Mannoni, Paris, Éditions de l’Olivier, 2011, 189 p.  (ISBN 978-2-87929-759-0)
- Ein verrückter Vormittag, livre pour enfants, 2008
- Der gebrauchte Jude. Autoportrait, 2006

- traduit en français sous le titre Le Juif de service. Autoportrait par Olivier Mannoni, Paris, Éditions de l’Olivier, 2011, 160 p.  (ISBN 978-2-87929-758-3)
- Kanalratten, théâtre, 2013
- Im Kopf von Bruno Schulz, nouvelle, 2013

- traduit en français sous le titre Une requête de Bruno Schulz par Marielle Silhouette, ill.de Bruno Schulz, Arles, France, Éditions Solin, 2016, 96 p.  (ISBN 978-2-330-05909-5)
- Jack Happy, dessins de Kera Till, 2014

## Prix et récompenses
- 1994 : Tukan-Preis de la ville de Munich
- 1996 : Preis des Europäischen Feuilletons
- 1996 : Otto-Stoessl-Preis
- 1997 : Else Lasker-Schüler-Preis
- 1999 : Prix Theodor-Wolff
- 2008 : Brüder-Grimm-Professur (professeur invité) de l'université de Cassel[5]
- 2012 : Würth-Literaturpreis